# Powellichthys ventriosus
Powellichthys ventriosus är en fiskart som beskrevs av Smith, 1966. Powellichthys ventriosus ingår i släktet Powellichthys och familjen Chlopsidae. Inga underarter finns listade i Catalogue of Life.